# Standfussia tenella
Standfussia tenella är en fjärilsart som beskrevs av Adolph Speyer 1862. Standfussia tenella ingår i släktet Standfussia och familjen säckspinnare. Inga underarter finns listade i Catalogue of Life.